# Aéroport militaire de Kuweires
L'aéroport militaire de Kuweires, Kweres ou Rasm al-Abboud (ou Institut d'aviation militaire de Kuweires) est une base aérienne et un centre d'entraînement d'aviation militaire du gouvernorat d'Alep, en Syrie. Il est situé à environ 30 km à l'est de la ville d'Alep, au nord-est du village de Kuweires Sharqi, entre as-Safira à l'ouest et Dayr Hafir à l'est. 
De 2013 à 2015, l'aéroport est assiégé, d'abord par l'Armée syrienne libre puis par l'État islamique mais résiste. En 2015, une offensive de l'armée syrienne perce les défense de l'EI et lève le siège. 

## Histoire

### Construction et rôle stratégique

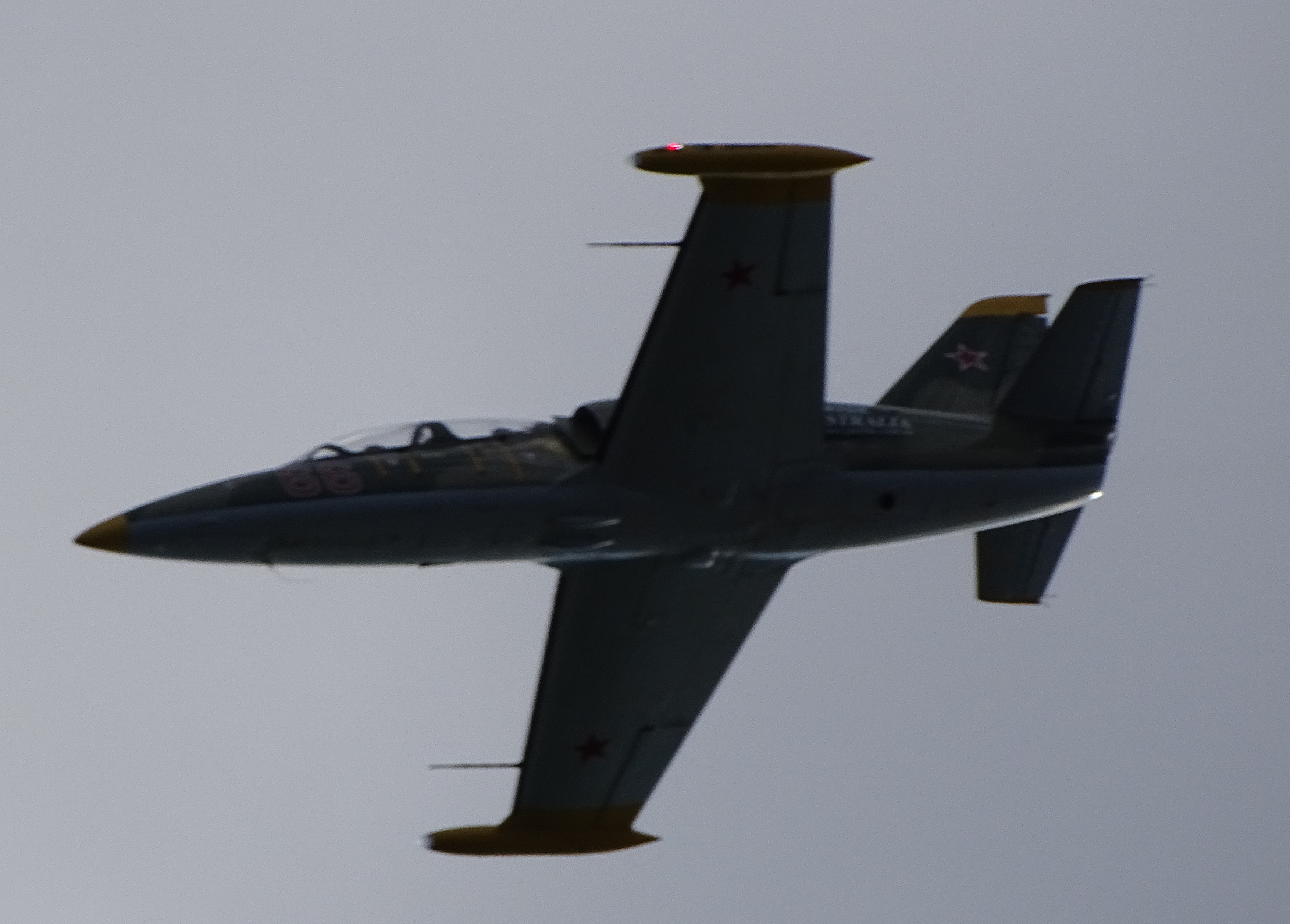
L-39 Albatros en vol

L'aéroport est construit avec le soutien de la République populaire de Pologne à la fin des années 1960 comme base principale de l'académie de l'armée de l'air syrienne. La base abrite l'Institut d'aviation militaire syrien, ouvert initialement à Damas en 1947 et qui déménage sur la base de Kuweires en 1980. 
La base de Kuweires accueille exclusivement des avions de chasse L-39, aéronefs initialement destinés à la formation des pilotes mais qui sont largement convertis en avion de combat durant la guerre civile syrienne. 
En Juillet 2012, la flotte d'aéronefs de Kuweires devient la première à prendre part activement à la répression de la rébellion syrienne. La base utilise ses L-39ZO and L-39ZA dans des bombardements sur la ville d'Alep. Ces sorties qui durent jusqu'en 2013 visent principalement des cibles civiles (hôpitaux, écoles) et font de nombreuses victimes civiles.

### Siège pendant la guerre civile syrienne
En 2012, la base aérienne de Kuweires est attaquée par les rebelles de l'Armée syrienne libre.

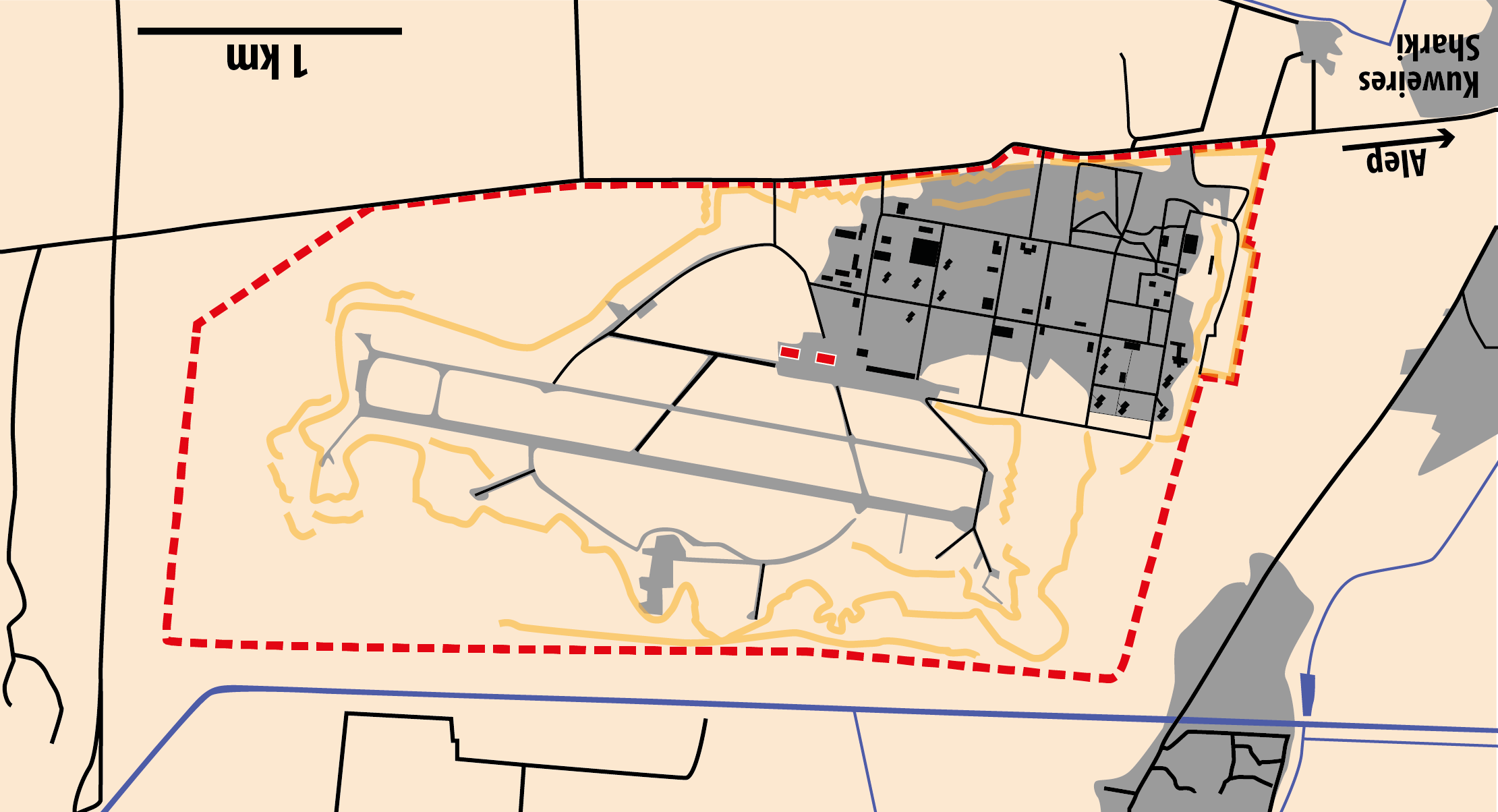
Aéroport de Kuweires en 2014, limites de la base en pointillés rouges, fortifications en orange, hangars des aéronefs en rouge, bâtiments en noir

La base abritant l'école d'aviation de chasse de Syrie, elle est principalement défendue par des cadets et soldats de l'armée syrienne.   
Le 30 septembre 2012, deux Aero L-39 Albatros sont détruits au sol lors d'un raid d'insurgés sur la base et cinq autres sont abattus dans le gouvernorat d'Alep à la fin du mois d'octobre. La base est encerclée par les rebelles en 2013 qui l'assiègent pendant plus d'un an sans parvenir à la prendre.   
Fin 2013, les luttes intestines entre les rebelles et l'Etat islamique (EI) s'intensifient, et l'EI prend le contrôle du siège. L'EI assiège la base pendant deux ans, déployant des armes lourdes et des véhicules blindés comme des chars suicides VBIED. Les négociateurs de l'EI appellent les officiers au téléphone et les exhortent à se rendre. Ils bombardent la base avec des tracts promettant un passage sécurisé jusqu'en territoire syrien, mais personne ne fait défection. Deux fois, les offensives de l'EI franchissent le périmètre de la base aérienne, atteignant même les hangars d'aéronefs renforcés où vivaient les défenseurs, sans parvenir à capturer la base.  
Pendant les deux premières années du sièges, un pont aérien par hélicoptères est maintenu pour permettre le ravitaillement de la base. La troisième année les vols deviennent trop dangereux et les assiégés ne peuvent plus compter que sur les largages aériens.  

### Offensive de 2015 et levée du siège
Le colonel Suheil al-Hassan et ses forces tigre parviennent à lever le siège le 10 novembre 2015 dans le cadre de l'offensive de Kuweires. Seuls 300 des 1100 soldats initialement présents ont survécu au siège. 
Immédiatement après la levée du siège, le gouvernement syrien remet la base en état et y déploie un escadron de chasseurs-bombardiers Aero L-39 Albatros ainsi qu'un système de missiles sol-air Buk M1 géré par un groupe combiné de soldats russes et syriens.

### Depuis 2015
En 2016, six Aero L-39 Albatros de la base de Kuweires sont transférés sur la base aérienne de Tiyas (en). Avec les deux aéronefs déjà sur place, ils forment un escadron de huit L-39 dirigé par le colonel Yousef al-Hasan et prennent part en 2016 à de nombreuses actions dans le désert syrien,.
Le 3 décembre 2016, un L-39 de la base de Kuweires est abattu au dessus d'Alep. Fin décembre 2016, le nombre d'aéronefs de la base est estimé à six L-39.
Selon le media Kyiv Post une base militaire russe située à Kuweires dans la banlieue sud-est d'Alep, en Syrie, a été attaquée le 17 septembre 2024, par une unité des forces spéciales ukrainiennes.